# جلمة (طعام)
الجلمة ، طبق تقليدي اشتهر به أهل اليمن ومحافضة محافظة ربيعه في السعودية، ويطبخ دائما في أيام عيد الاضحى حيث تكثر اللحوم والذبح.

## طريقة عمل الجلمة

### المقادير
المكونات :
- لحم مقطع إلى قطع صغيرة والكمية كما تحب.
- شحم يقطع إلى قطع صغيرة.
- ملح - فلفل ( كمون ) -.

## طريقة تجهيز الجلمة
طريقة تجهيز الطعام تقطيع اللحم والشحم قطعا صغيرة كل على حدة اللحم في صحن والشحم في صحن مع وضع الملح والبهارات المتنوعة على كل صحن.
وبعدها يوضع قدر كبير على نار قوية إما أن تكون غازا كبيرا أو حطبا بين حجرين كبيرين يوضع الشحم في البداية ويطبخ جيدا ونستمر في التحريك كل دقيقتين على الأقل لكيلا يحترق وتحتلف مدة وضعه على النار بحسب قوة النار حتي يصبح لون الشحم ذهبيا بعدها يوضع اللحم بحذر شديد ونستمر في التحريك كل ثلاث دقائق وهكذا حتى يصبح التحريك خفيفا جدا ويصبح لون اللحم بنيا غامقا بعدها نصفي الدسم الكثير ونبقي القليل ونضعه في قدر متوسط الحجم ونضيف إليه بهارات مطحونة وهي الهيل والقرفة على حسب الرغبة ويحفظ في مكان جيد وفي حرارة الغرفة العادية ومن مميزات اكلة الجلمة انها تحفظ اللحم لمدة طويلة ولا تفسد.